# سيزار رويز (عداء سريع)
سيزار رويز هو عداء سريع كوبي، ولد في 18 يناير 1995.

## وصلات خارجية
- سيزار رويز على موقع الاتحاد الدولي لألعاب القوى (الإنجليزية)
- سيزار رويز على موقع أوليمبيديا (الإنجليزية)